# Black Death
Black Death is een Duitse film, een historisch drama uit 2010, geregisseerd door Christopher Smith. De film speelt zich af in de middeleeuwen, ten tijde van de uitbraak van de pest ofwel Zwarte Dood.

## Verhaal
Rond 1348 wordt Engeland geteisterd door de pest. Overal liggen lijken en het land is in chaos. De kerk verliest haar greep op de bevolking, bij wie de angst overheerst. Er is echter een dorp gespaard gebleven voor de zwarte dood. Het is veraf gelegen van de beschaving en omringd door moeras. Er gaan geruchten rond dat een oranje tovenares de leider van het dorp is. Deze Langiva (Carice van Houten) zou de doden weer tot leven kunnen wekken. De gevreesde ridder Ulrich (Sean Bean) krijgt van de kerk de opdracht om op onderzoek te gaan naar deze geruchten. Hij neemt de jonge monnik Osmund (Eddie Redmayne) mee, die hem en zijn bende veilig door het moerasland naar het dorp moet proberen te leiden. Het is een gevaarlijke reis, maar wanneer ze in het dorp aankomen stuiten ze op de ultieme gruwel.

## Rolverdeling
- Eddie Redmayne als Osmund
- Sean Bean als Ulric
- Carice van Houten als Langiva
- Kimberley Nixon als Averill
- David Warner als kloosteroverste
- John Lynch als Wolfstan
- Tim McInnerny als Hob
- Andy Nyman als Dalywag
- Johnny Harris als Mold
- Tygo Gernandt als Ivo
- Jamie Ballard als Griff
- Emun Elliott als Swire
- Daniel Steiner als monnik
- Nike Martens als Elena